# Paulus Adriaan Gildemeester
Paulus Adriaan Gildemeester (Amsterdam, 5 maart 1858 – Egmond aan den Hoef, 12 februari 1930) was een Nederlandse schilder en tekenaar.

## Leven en werk
Gildemeester werd geboren in Amsterdam als lid van de familie Gildemeester en oudste zoon van Hugo Martin Gildemeester (1825-1893), directeur van diverse verzekeringsmaatschappijen, en Charlotte Henrietta van Noorle van Hall (1833-1905). Hij was een neef van Anna Gildemeester. 
Gildemeester volgde schilderlessen bij George Hitchcock, voorman van de Egmondse School. Hij schilderde onder meer bloemen en landschappen. Hij nam deel aan de Tentoonstelling van Levende Meesters in Amsterdam (1893, 1905) en werd lid van Sint Lucas en De Onafhankelijken, waarmee hij deelnam aan groepstentoonstellingen van de verenigingen, onder meer in het Stedelijk Museum Amsterdam. In 1908 vestigde hij zich met de schilderes Eugenie Hasselman (1855-1937) op huize Wimmenum in Egmond aan den Hoef.
Verzamelaar
Gildemeester maakte vele reizen naar het buitenland en verzamelde artefacten uit de oudheid. Nadat hij eerder een deel van zijn verzameling in bruikleen had gegeven aan het Rijksmuseum van Oudheden in Leiden, legateerde hij de rest van zijn collectie en een flinke som geld aan het museum. Hij legateerde daarnaast kunst aan het Rijksmuseum Amsterdam.
Gildemeester overleed op huize Wimmenum, op 71-jarige leeftijd.